# Пономаренко Володимир Степанович (дипломат)
Володимир Степанович Пономаренко (1949) — український дипломат.

## Біографія
Народився 23 листопада 1949 року в Києві. У 1972 закінчив Київський державний університет ім. Т. Г. Шевченка.
З 1972 по 1995 — військовослужбовець.
З 1996 по 1997 — заступник начальника, т.в.о. начальника Управління Азії, Тихоокеанського регіону, Близького та Середнього Сходу та Африки МЗС України.
З 1997 по 2002 — радник-посланник, тимчасово-повірений у справах України в Ісламській Республіці Пакистан.
З 06.06.2002 по 13.04.2004 — Надзвичайний та Повноважний Посол України в Ісламській Республіці Пакистан.